# Stakčín
Stakčín (ungarisch Takcsány – bis 1902 Sztakcsin) ist eine Gemeinde in der Ostslowakei.

## Lage
Sie liegt im Tal des Flusses Cirocha, etwa sieben Kilometer östlich von Snina und wenige Kilometer entfernt vom Starina-Stausee, zwischen den Gebirgen Vihorlatské vrchy und Bukovské vrchy in den (Waldkarpaten).
Der Sitz der Poloniny-Nationalpark-Verwaltung befindet sich in Stakčín.

## Geschichte

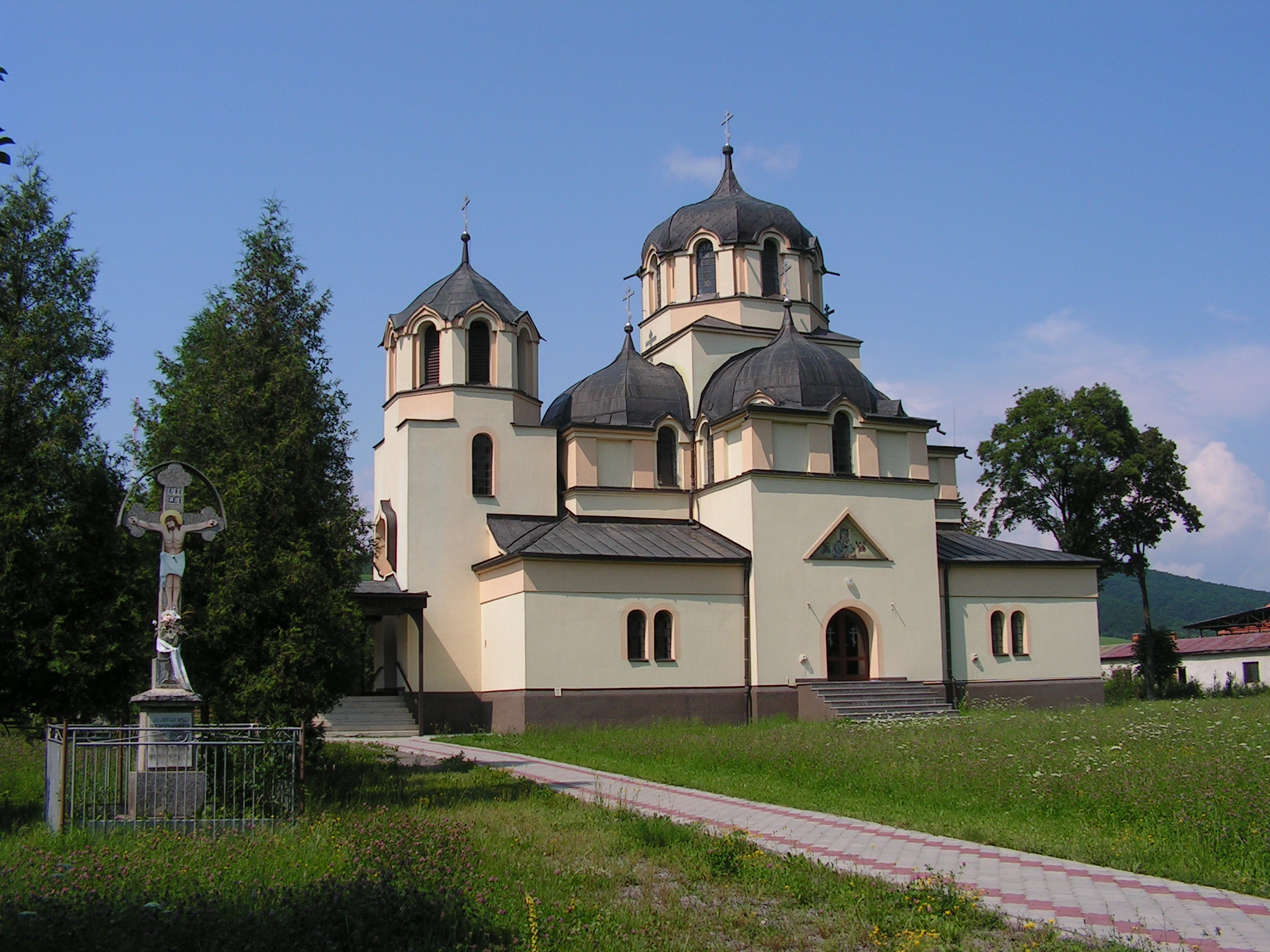
Orthodoxe Kirche in Stakčín

Der Ort wurde 1492 zum ersten Mal schriftlich erwähnt als Staccyn. Bis 1918 gehörte es zum Königreich Ungarn und kam dann zur neuentstandenen Tschechoslowakei. 1909 wurde die Bahnstrecke Humenné–Stakčín eröffnet.
Nach der Besetzung im Slowakisch-ungarischen Krieg im Jahre 1939 war Stakčín bis 1945 als Takcsány an Ungarn angegliedert, seither ist der Ort wieder Teil der Tschechoslowakei und seit 1993 der neu entstandenen Slowakei.
1981 wurden dem Ort die Dörfer Ostrožnica, Smolník und Veľká Poľana angegliedert, 1985 folgte Starina und 1986 die Dörfer Dara, Ruské und Zvala. All diese Orte befinden sich ganz oder teilweise im Gebiet des Starina-Stausees.

## Bevölkerung
| Jahr                | 1994 | 2004    | 2014    | 2024    |
| ------------------- | ---- | ------- | ------- | ------- |
| Anzahl der Personen | 2460 | 2345    | 2454    | 2351    |
| Unterschied         |      | −4,67 % | +4,64 % | −4,19 % |

| Jahr                | 2023 | 2024    |
| ------------------- | ---- | ------- |
| Anzahl der Personen | 2350 | 2351    |
| Unterschied         |      | +0,04 % |